# 切爾尼亞希夫卡
50°13′4″N 31°55′45″E / 50.21778°N 31.92917°E
切爾尼亞希夫卡（烏克蘭語：Черняхівка）是位於烏克蘭北部的村莊，由基辅州鲍里斯皮尔区的亞霍滕市鎮負責管轄。該村始建於1774年，面積5.33平方公里，海拔高度124米，2001年人口1,002，人口密度每平方公里188.06人。